# Vício (canção de Manu Gavassi)
"Vicio" é uma canção da cantora brasileira Manu Gavassi, contida no seu primeiro EP, Vício (2015). É a faixa que deu nome ao EP e foi lançada em 25 de maio de 2016, através da Angorá Music.

## Videoclipe
No clipe, Manu surge como uma rock star, e canta ao lado de sua banda. O vídeo oficial do single contou com uma campanha na internet. Para ele ser completamente visualizado pelo público, os fãs se mobilizaram e fizeram doações (além de estimular a campanha para outros amigos) para a Fundação Pró Sangue. Este foi um pedido da própria Manu, que em parceria com o instituto estipulou uma meta para que o clipe fosse liberado. A campanha deu certo e a cantora fez questão de agradecer o carinho em seu Instagram.

## Desempenho
A música chegou a 1 milhão de reproduções no Spotify no dia 30 de maio de 2016.
O clipe bateu 180 mil visualizações no YouTube no dia 6 de junho.
Atualmente o clipe está com mais de 9 milhões de visualizações no YouTube e 7 milhões de streams no Spotify.